# 準少年保護手続
準少年保護手続（じゅんしょうねんほごてつづき）とは、日本の少年刑事司法手続の1つであり、少年法27条の2所定の保護処分取消事件、同法26条の４第1項の施設送致申請事件、収容継続申請事件（少年院法137条、138条）、戻し収容申請事件（更生保護法72条、73条）を総称した名称である。いずれの手続も、その性質に反しない限り、少年保護手続の例によることから、準少年保護手続の名がある。

## 保護処分取消事件
保護処分取消事件とは、保護処分の決定が確定した後に、保護処分をする前提条件が欠けていてそもそも保護処分をしたこと自体が誤りであったことが疑われる場合に、その保護処分を取り消すかどうかを家庭裁判所が審理・判断する手続をいう。刑事処分における再審の手続に対応する。
保護処分の継続中、本人に対し審判権がなかったこと、又は14歳に満たない少年について、都道府県知事若しくは児童相談所長から送致の手続がなかったにもかかわらず、保護処分をしたことを認め得る明らかな資料を新たに発見したときは、保護処分をした家庭裁判所は、決定をもって、その保護処分を取り消さなければならない（少年法27条の2第1項）。
保護処分が終了した後においても、審判に付すべき事由（非行事実）の存在が認められないにもかかわらず保護処分をしたと認め得る新たな資料を発見したときも、本人が死亡した場合でない限り、同様である（同条2項）。
保護観察所、児童自立支援施設、児童養護施設又は少年院の長は、保護処分の継続中の者について、保護処分の取消事由があることを疑うに足りる資料を発見したときは、その旨の通知をしなければならない（同条3項）。
こうして保護処分取消事件が立件されると、家庭裁判所は、保護処分を取り消すか否かを判断する。少年保護手続と同様、法的調査や審判による事実審理を経て判断するのが通例である。
保護処分を取り消した後に新たな保護処分を打ち直すことは予定されていないので、要保護性を調査する必要はないはずであるから、社会調査はなされない例が多い。
=
注意を要するのは、保護処分の不当性は取消事由とはされていないということである。保護処分の不当性は、保護処分が確定する前に、抗告によって争う必要がある。

## 施設送致申請事件
施設送致申請事件は、保護観察の保護処分を受けた少年が、遵守事項に違反し警告を受けたにもかかわらず、なお遵守事項を遵守せず、その程度が重いと認めるときに、保護観察所の長により、施設送致の申請をすることができ（更生保護法67条2項）、家庭裁判所は、審判の結果、遵守事項に違反し警告を受けたにもかかわらず、なお遵守事項を遵守せず、その程度が重いと認められ、かつ、その保護処分によつては本人の改善及び更生を図ることができないと認めるときに、児童福祉施設送致ないし少年院送致の保護処分をしなければならない（少年法26条の4第1項）。なお20歳以上の少年に対し少年院送致の決定をするときは、本人が23歳を超えない期間内で少年院に収容する期間を定めなければならない（同条第2項）。

## 収容継続申請事件
収容継続申請事件は、少年院の長が少年院から退院させるに不適当であると認めた在院者について、家庭裁判所が収容期間の延長を認めるかどうかを判断する手続をいう。刑事処分において対応する手続はない。
在院者が20歳に達したときは、少年院の長は、これを退院させなければならない（少年院法137条1項本文）が、送致後1年を経過しない場合は、送致の時から1年間に限り、（収容継続申請をせずに）収容を継続することができる（少年院法137条1項但書）。
ただし、前項の場合において、在院者の心身に著しい障害があり、又は犯罪的傾向が矯正されていないため収容を継続するのが相当と認めるときは、本人を送致した家庭裁判所に対して、その収容を継続すべき旨の決定の申請をしなければならない（少年院法138条1項）。23歳に達する在院者の精神に著しい障害があり、医療に関する専門的知識及び技術を踏まえて矯正教育を継続して行うことが特に必要であるため収容を継続するのが相当と認めるときも、同様である（少年院法139条1項）。
収容継続申請を受理した裁判所は、その審理にあたり、医学、心理学、教育学、社会学その他専門的知識を有する者及び本人を収容中の少年院の職員の意見をきかなければならない（少年院法138条3項、139条3項）。実務上、この意見聴取は、少年保護手続と同様、家庭裁判所調査官に調査を命じ、調査の一環として少年院の職員の意見を聴取させ、家庭裁判所調査官自身の意見とともに報告させるという方法により行われているようである。
裁判所は、収容継続をする場合には、審判期日を開いて収容継続の事由を本人に告知し、弁解の機会を与えなければならないと解されている（少年審判規則29条の2参照）。
裁判所は、本人が前述した少年院法138条1項の状況にあると認めるときは、23歳を超えない期間を定めて（少年院法139条1項所定の状況にあると認めるときは、26歳を超えない期間を定めて第三種少年院に）、収容を継続すべき旨の決定をしなければならない（少年院法138条1項、139条2項）。申請された期間を超える収容継続を認めることもできる。申請の手続に違法があればこれを却下する旨の決定を、収容継続の事由が存在しなければ申請を棄却する旨の決定をするのが実務の例である。
なお、少年院法138条1項，139条1項所定の「収容を継続するのが相当」とは、収容継続が本人の更生のために必要であり、かつ収容継続により矯正教育の効果が挙がると期待されることを意味する。つまり、非行事実がいかに悪質であろうと、それだけの理由で収容を継続することはできない。
収容継続期間は、収容教育に必要な期間と仮退院期間中の保護観察（更生保護法42条、40条）による社会内教育に必要な期間とを併せた期間であるから、決定で定められた全期間収容されるわけではない。仮退院の申請（少年院法135条）の便宜のため、裁判所は、収容継続の決定において、収容教育に必要と認めた期間を明示する例が多いようである。
少年保護手続と同様、本人の少年時の保護者は付添人選任権や審判出席権を有するし、本人も付添人選任権や抗告権を有する。

## 戻し収容申請事件
戻し収容申請事件とは、地方更生保護委員会の申請に基づき、裁判所が仮退院中の者を少年院に戻して収容すべきか否かを判断する手続をいう。刑事処分における仮釈放の取消に対応するが、裁判所という司法機関が判断すること、本来の収容期間を超えた戻収し容期間を定めることができることなど、大きく異なる点もある。
23歳に満たない仮退院中の者が、遵守すべき事項を遵守しなかったと認めるときは、地方更生保護委員会は、保護観察所の長の申出により、その者を送致した家庭裁判所に対し、本人が23歳に達するまで、一定の期間、これを少年院に戻して収容すべき旨の決定を申請することができる（更生保護法71条）。
23歳以上の仮退院中の者について、少年院法139条1項の事由（収容継続申請事件を参照）があるときも、同様に、本人が26歳に達するまで、精神に著しい故障がある間、これを第三種少年院に戻して収容すべき旨の決定を申請することができる（更生保護法72条3項）。
その審理については、少年保護処分の例によるので、収容継続申請事件を参照されたい。